# الی (ویرجینیا)
الی، ویرجینیا (به انگلیسی: Ely) یک منطقهٔ مسکونی در ایالات متحده آمریکا است که در شهرستان لی، ویرجینیا واقع شده‌است. الی ۴۲۳٫۹۸ متر بالاتر از سطح دریا واقع شده‌است.